# Les Trois Moines
Pour plus de détails, voir Fiche technique et Distribution.
Les Trois Moines (en chinois : 三个和尚 ; pinyin : Sān gè héshàng ; litt. « trois bonzes ») est un court métrage d'animation chinois produit par le Studio d'animation de Shanghai en 1981. Construit autour du proverbe chinois « Un moine seul porte deux seaux d'eau, deux moines portent un seul seau, et quand ils sont trois, ils manquent d'eau », le film sans dialogue met en scène trois moines apprenant l'importance de l'unité pour une harmonieuse entente collective.
Après la fin de la Révolution culturelle en 1976, le film est l'une des premières animations créées, marquant le début du renouveau de la culture chinois. Il a remporté l'Ours d'argent du meilleur court métrage au 32e Festival international du film de Berlin.

## Synopsis
Autrefois, un petit temple bouddhiste se trouvait au sommet d'une montagne. Un jeune moine arrive au temple et commence à mener une vie simple dans ce temple. Ses activités quotidiennes consistent en réciter des sutras, jouer du muyu et, notamment, puiser l'eau de la rivière en bas de la montagne à l'aide de deux seaux et d'une palanche afin d'avoir une réserve d'eau à boire et pour remplir le vase dédié à la Bodhisattva.
Un jour, un deuxième moine, grand et maigre, arrive. Dès son arrivée, le grand moine boit la moitié de l'eau et le jeune moine demande au grand moine de s'occuper de puiser l'eau. Souhaitant se partager cette tâche, le grand moine demande au jeune moine de l'accompagner. Cependant, à deux, ils ne remontent qu'un seul seau à la fois et du fait de leur différence de taille, le seau glissent d'un bout à l'autre de la palanche lorsqu'ils montent et descendent de la montagne compliquant le transport. Ils finissent par s'accorder en maintenant le seau en place au milieu de la palanche.
Quelques jours plus tard, un gros moine les rejoint. Le gros moine boit toute l'eau à son arrivée, et les deux autres moines lui disent d'aller chercher plus d'eau par lui-même. Le gros moine apporte plus d'eau, mais encore une fois, il boit tout. Dès lors, chacun attend que les autres se chargent de la corvée, et par conséquent, personne ne va chercher de l'eau malgré sa soif et l'eau du vase de la Bodhisattva se vide. Une nuit, un rat renverse un bougeoir, provoquant un incendie dévastateur dans le temple. Les trois moines désespérés s'unissent enfin et font un effort commun pour éteindre le feu. À la fin de l'épreuve, ils reconnaissent l'importance de l'unité et commencent à vivre une vie harmonieuse. Les trois moines créent un système de poulies pour aller chercher de l'eau, ce qui permet aux trois de travailler facilement ensemble. Le temple ne manque plus jamais d'eau.

## Fiche technique
- Titre : Les Trois Moines
- Titre original : 三个和尚 (Sān gè héshàng)
- Réalisation : Xu Jingda, dit Ah Da
- Scénario : Bao Lei (包蕾)
- Musique : Jin Fuzai (金复载)
- Photographie : You Yong (游涌)
- Animation : Ma Kexuan (马克宣), Fan Madi (范马迪), Zhuang Minjin (庄敏瑾)
- Décors : Chen Nianxi (陈年喜)

## Production
Le réalisateur et directeur du studio d'animation de Shanghai, Ah Da, a eu l'idée de Les Trois Moines en 1978 après avoir entendu une conversation lors d'une fête qui impliquait l'ancien proverbe chinois « Un moine portera deux seaux d'eau, deux moines partageront la charge, mais ajoutez un troisième et personne ne voudra aller chercher de l'eau »,. Du fait de la pertinence de ce phénomène, même dans l'époque contemporaine, ce sujet lui fut suggéré comme étant intéressant pour l'animation. Ah Da transmit ses idées au scénariste Bao Lei, qui proposa un scénario sans dialogue, mais plein d'humour et mettant l'accent sur les actions des personnages.
Le film ne contient aucun dialogue, ce qui lui permet d'être regardé par n'importe quelle culture, et un instrument de musique différent a été utilisé pour signifier chaque moine. Le journal Le Monde décrit le film comme « une voie particulièrement originale de l'animation mondiale », notamment « par son expressivité et sa sensibilité, [que] par son sens de l'épure et de la justesse ». Le film, réalisé à la gouache et incluant de « manière naturaliste des musiques bouddhiques traditionnelles », est lu comme une fable universelle très morale sur l’égoïsme et l’hypocrisie de l’espèce humaine tous régimes confondus.

## Distinction
- Vainqueur du prix du film exceptionnel au ministère chinois de la Culture[1],[2].
- Coqs d'or 1981[note 2] : prix du meilleur film d'animation[1]
- 32e Festival du film de Berlin en 1982 : Ours d'argent (prix du jury) pour le meilleur court métrage[6]
- Vainqueur de quatre autres prix internationaux[évasif]